# Patrick Abercrombie
Patrick Abercrombie, właśc. sir Leslie Patrick Abercrombie (ur. 6 czerwca 1879 w Ashton upon Mersey, zm. 23 marca 1957 w Aston Tirrold) – brytyjski architekt i urbanista. 

## Życiorys
Absolwent Uppingham School w Rutland. Profesor uniwersytecki (Liverpool, University of Liverpool, 1915–1935; Londyn, University College London, 1935–1946, wykładał m.in. planowanie przestrzeni miejskich).
W swoich projektach urbanistycznych rozrastających się miast starał się spożytkować także starą zabudowę, jak również włączał do planów obszary zieleni i tereny przemysłowe. Kładł duży nacisk na estetykę struktury miejskiej.
Brał udział w planowaniu przestrzeni m.in. takich miast, jak: Plymouth, Kingston upon Hull, Bath, Edynburg, Bournemouth.
Był autorem planu przebudowy Dublina (1913) oraz projektu odbudowy Londynu po wojnie (1943–1944), zwłaszcza Wielkiego Londynu. W tym ostatnim przedsięwzięciu starał się opracować decentralizację stolicy, planował też stworzenie systemu miast satelitarnych, które miały być oddzielone pasem zieleni (pierścieniowa zabudowa urbanistyczna).

## Publikacje
- Sir Patrick Abercrombie, The Preservation of Rural England, Hodder and Stoughton Ltd, Londyn 1926.
- J. H. Forshaw, Patrick Abercrombie, County of London Plan, Macmillan & Co. 1943.
- Edwin Lutyens, Patrick Abercrombie, A Plan for the City & County of Kingston upon Hull, Brown (London & Hull), 1945.
- Sir Patrick Abercrombie, Revised by D. Rigby Childs, "Town and Country Planning", Oxford University Press, 1959, wznowienia 1961 i 1967.